# 23-я пехотная дивизия (Италия)
23-я пехотная дивизия «Феррара» (итал. 23ª Divisione di fanteria «Ferrara») — пехотная дивизия Королевской итальянской армии во время Второй мировой войны. Феррара была классифицирована как горнострелковая дивизия, что означало, что артиллерия дивизии перевозилась на вьючных мулах вместо повозок, запряженных лошадьми, как в линейных пехотных дивизиях. Настоящими горными дивизиями Италии были шесть альпийских дивизий, укомплектованных горными войсками Альпини. Подразделение было названо в честь города Феррара и базировалось в Бари. Бойцы дивизии были в основном набраны из Бари и региона Альтопиано-делле-Мурге.

## История
Родословная дивизии начинается с бригады «Феррара», созданной 1 октября 1859 года из 25-го и 26-го пехотных полков армии Объединенных провинций Центральной Италии. 25 марта 1860 года бригада «Феррара» вошла в состав Королевской армии Сардинии через три дня после того, как Королевство Сардиния аннексировало Объединенные провинции Центральной Италии. Еще до поступления в Королевскую армию Сардинии два пехотных полка бригады были перенумерованы 30 декабря 1859 года как 47-й пехотный полк и 48-й пехотный полк.

### Первая мировая война
Бригада сражалась на итальянском фронте в Первой мировой войне. 30 сентября 1926 года командование бригады и 48-й пехотный полк были расформированы, а 47-й пехотный полк «Феррара» был передан в XXIII пехотную бригаду. XXIII пехотная бригада также включала 9-й пехотный полк «Реджина», который базировался на острове Родос, и 10-й пехотный полк «Реджина», расположенный в Бари. Бригада была пехотным компонентом 23-й территориальной дивизии Бари, в которую также входил 14-й артиллерийский полк. С 1924 года 9-й пехотный полк «Реджина» базировался на Родосе на итальянских островах Эгейского моря. Командир полка был также командующим войсками Королевской армии на Итальянских островах Эгейского моря (итал. Comando Truppe Regio Esercito delle Isole Italiane dell’Egeo).
В 1934 году 9-й пехотный полк «Реджина» покинул дивизию и был приписан к недавно сформированному Эгейскому военному командованию, которое отвечало за оборону итальянских островов Эгейского моря. 1 октября 1934 года дивизия сформировала 39-й пехотный полк «Болонья» в Салерно в качестве замены. В том же году дивизия сменила свое название на 23-ю пехотную дивизию «Мурдж».
7 апреля 1937 года 10-й пехотный полк «Реджина» покинул дивизию и перебрался на Родос. В качестве замены дивизия сформировала 48-й пехотный полк «Феррара» 1 июля 1937 года.

### Вторая мировая война

#### Вторжение в Албанию
28 марта 1939 года XXIII пехотная бригада была расформирована, а пехотные полки перешли под непосредственное командование дивизии. Дивизия участвовала в итальянском вторжении в Албанию в составе XXVI армейского корпуса. Первые войска дивизии высадились в Дурресе 7 апреля 1939 года и в течение следующих двух дней двинулись на Влёру, Фиери, Тепелену и нефтяные месторождения Патос-Маринза и Кучова. 25 апреля 1939 года штаб дивизии прибыл в Гирокастру, а подразделения дивизии разместились в Берате, Тепелене, Кельчире и Пермет на юге Албании. Дивизия покинула 39-й пехотный полк «Болонья» в Италии, который был передан в 25-ю пехотную дивизию «Болонья» 27 апреля 1939 года. 24 мая 1939 года дивизия сменила свое название на 23-ю пехотную дивизию «Феррара», в состав которой вошел 14-й артиллерийский полк. 15 сентября 1939 года 47-я пехотная дивизия «Бари» была сформирована в Бари в качестве замены Феррара, которая должна была постоянно базироваться в итальянском протекторате Албания. Следовательно, главный склад Феррары в материковой Италии был перенесен из Бари в Фоджу.

#### Итало-греческая война
В начале итало-греческой войны 28 октября 1940 года Феррара была протянута от долины Аоос до горы Мал-Стугаре. Было приказано наступать в направлении Гирокастра — Калпаки — Янина. 30 октября 1940 года дивизия продвинулась на несколько сотен метров вглубь греческой территории близ Какавии и остановилась у ручья Фитоки Потамос (приток Дрино). Продвигаясь по дороге, она смогла захватить железнодорожный узел в Калпаки, но не смогла выбить городской гарнизон. Сопротивление греков, первоначально слабое, быстро росло, и наступление Феррары остановилось из-за сопротивления противника и погоды, превратившей немногие проходимые дороги и тропы в грязные ловушки. 1-3 ноября на правом фланге дивизии произошло сражение за контроль над горной цепью Месовуни, после чего греки, численно превосходившие противника, отступили к реке Тиамис. 5 ноября 1940 года итальянские войска с боями переправились через Тиамис и вошли в город Хрисоррачи, расположенный в нескольких километрах к югу от Калпаки, но 6 ноября 1940 года были остановлены в 500 метрах от центра города.
Греки, усиленные авиацией и артиллерией, контратаковали 6-7 ноября 1940 года, и 10 ноября оборона Феррары потерпела неудачу в нескольких местах. К 14 ноября части дивизии были почти окружены, и 16 ноября 1940 года Ферраре начал отступать. Дивизия отошла обратно на линию Дельвинаки — Фитоки-Потамос. Атаки и контратаки продолжались с возрастающим преимуществом итальянцев, пока весь левый фланг Феррары не был разгромлен 20 ноября 1940 года. На данный момент остатки дивизии удерживали лишь небольшой участок греческой территории близ Весании, и им было приказано отступить со все более ненадежных позиций в районе Понтикатеса. 26 ноября 1940 года эти позиции тоже были оставлены, и остатки Феррары были отброшены на юг и из Греции к реке Дрино. Дивизия остановилась у Радата, но потерпела там тяжелое поражение 27 ноября 1940 года и была освобождена от службы на передовой 37-й пехотной дивизией «Модена» 3 декабря 1940 года.
«Феррара» была передислоцирована в Гирокастру, но вскоре ей пришлось вернуться на фронт в качестве арьергарда разгромленной Моденской дивизии. 6-7 декабря 1940 года «Феррара» вела оборонительное сражение к югу от Тепелены, у слияния рек Аоос и Дрино. 14-16 декабря 1940 года греки захватили господствующую высоту Майя-э-Бузе-Деррит, вынудив Феррару предпринимать дорогостоящие контратаки, пока высота не была вновь захвачена. До 10 января 1941 года боевые действия оставались динамичными, хотя особых успехов ни с одной из сторон зафиксировано не было. После успешной перестрелки 10 января 1941 года греки возобновили свое наступление 21 января 1941 года, и до прибытия 27 января 58-й пехотной дивизии «Леньяно» итальянцы потеряли ряд позиций. Прибытие итальянских подкреплений стабилизировало ситуацию и привело к постепенному сокращению военных действий в течение февраля 1941 года.
7 марта 1941 года греческие войска попытались атаковать Лекель, но были отбиты. 16 апреля 1941 года «Феррара» начала общее наступление в районе высоты Майя-э-Бузе-Деррит. Дивизия быстро захватила позиции в долине Дрино, вскоре достигнув линии Гирокастра-Либохова, где она оставалась до августа 1941 года. Впоследствии он был переведен в район Влёра-Тирана-Эльбасан. В начале января 1942 года дивизии «Феррара» было поручено нести службу по береговой обороне в секторе от реки Семани до Дурреса.

#### Черногория
В апреле 1942 года дивизия была переведена в Черногорию со штаб-квартирой в Никшиче (позже переведена в Цетине) и подразделениями в Даниловграде, Подгорице и Шавнике. С 14 мая по 16 июня 1943 года «Феррара» участвовала в операции «Чёрный» против югославских партизан. Особенно кровопролитное столкновение было зафиксировано 16 мая 1943 года близ Жупы, в пограничном районе Боснии и Герцеговины. После объявления Кассибильского перемирия 8 сентября 1943 года Феррара капитулировала перед вторгшимися немецкими войсками и была официально распущена 25 сентября 1943 года.

## Структура
- 23-я пехотная дивизия «Феррара», в Бари до 1939 года, после склада в Фодже и штаб-квартиры в Гирокастре, итальянского протектора Албании
  - 47-й пехотный полк «Феррара», в Лечче до 1939 года, затем итальянский протекторат Албании[4]
    - Командная рота
    - 3 фузильерных батальона
    - Support Weapons Company (65/17 орудия поддержки пехоты)
    - Минометная рота (81 мм мод. 35 минометы)

  - 48-й пехотный полк «Феррара», в Бари до 1939 года, затем итальянский протекторат Албании[8]
    - Командная рота
    - 3 фузильерных батальона
    - Support Weapons Company (65/17 орудия поддержки пехоты)
    - Минометная рота (81 мм мод. 35 минометы)

  - 14-й артиллерийский полк «Феррара», в Фодже до 1939 года, затем итальянский протекторат Албании
    - Командный отряд
    - I группа (100/17 гаубицы)
    - II группа (75/27 полевые орудия)
    - III группа (75/27 полевые орудия)
    - 1 зенитная батарея (20/65 мод. 35 противовоздушная оборона)
    - Подразделение боеприпасов и снабжения

  - XXIII Минометный батальон (81 мм минометы мод. 35)
  - 23-я противотанковая рота (47/32 anti-tank guns; переведен в 50-ю пехотную дивизию «Регина» в 1942 году)
  - 23-я рота телеграфистов и радистов
  - 58-я инженерная рота
  - 127-я медицинская бригада
    - 3 полевых госпиталя
    - 1 хирургическое отделение

  - 9-я часть снабжения
  - 3-я хлебопекарная часть
  - 2 отделения карабинеров
  - 52-е полевое почтовое отделение

Прикреплен с конца 1940 по начало 1942 года:
- 82-й CC.NN. Легион «Бенито Муссолини»
  - LXVIII CC.NN. Батальон
  - LXXXII CC.NN. Батальон (оставался прикрепленным к дивизии до 25 сентября 1943 года)
  - 82-я CC.NN. Пулеметная рота

Прикреплен во время пребывания подразделения в Черногории:
- XIII Guardia alla Frontiera Артиллерийский отряд
- CVI Guardia alla Frontiera Пулеметный батальон

## Воинские почести
За их поведение во время итало-греческой войны президент Италии 31 декабря 1947 года и соответственно 26 декабря 1951 года наградил полки 23-й пехотной дивизии «Феррара» высшей военной наградой Италии — Золотой медалью за воинскую доблесть.
- 47й пехотный полк «Феррара» 31 декабря 1947 года[11]
- 48й пехотный полк «Феррара» 31 декабря 1947 года[12]
- 14й артиллерийский полк «Феррара» 26 декабря 1951 года[13]

## Командующие офицеры
Командирами дивизии были:
- Generale di Divisione Лицурго Заннини (7 Апрель 1939 — 18 Апрель 1941)
- Generale di Divisione Франческо Зани (19 Апрель 1941 — 8 Февраль 1943)
- Generale di Divisione Карло Чериана-Майнери (9 Февраль 1943 — Июнь 1943)
- Generale di Divisione Антонио Франческини (Июнь 1943 — 25 Сентябрь 1943)

## ЦРВПИПОБ
Имена двенадцати человек, приписанных к дивизии, можно найти в Центральном реестре военных преступников и подозреваемых в обеспечении безопасности (CROWCASS), созданном Англо-американским верховным штабом экспедиционных сил союзников в 1945 году. Имена можно найти по адресу: Центральный реестр военных преступников и подозреваемых в обеспечении безопасности Королевства Италия.